# Zbrodnia w Niederkainie
Zbrodnia w Niederkainie – zbrodnia wojenna popełniona przez żołnierzy Armii Czerwonej 22 kwietnia 1945 roku, w ostatnich dniach II wojny światowej, we wsi Niederkaina (ob. dzielnica Budziszyna) na Łużycach. Jej ofiarą padło około 200 niemieckich jeńców wojennych – członków Volkssturmu; niemal wszystkich spalono żywcem w stodole.

## Tło wydarzeń
16 kwietnia 1945 roku, w ramach operacji berlińskiej, 52 Armia 1 Frontu Ukraińskiego rozpoczęła forsowanie Nysy Łużyckiej. Szybko napotkała jednak na bardzo silny opór ze strony niemieckiej Grupy Armii „Środek”. Większość jej dywizji została zablokowana na przyczółkach na zachodnim brzegu rzeki. Przełamanie frontu powiodło się jedynie 7 Gwardyjskiemu Korpusowi Zmechanizowanemu i 254 Dywizji Strzeleckiej, w ślad za którymi podążyła jeszcze 294 Dywizja Strzelecka. Owo zgrupowanie, nad którym dowództwo sprawował gen. Iwan Korczagin, skierowało się najpierw na Weißenberg. Miejscowość tę zdobyto 18 kwietnia. Pozostawiwszy 294 DS w Weißenbergu, Korczagin skierował resztę swojego zgrupowania na Budziszyn. Po południu 19 kwietnia czołgi 7 GKZmech dotarły do wschodnich rogatek miasta.
Zadanie obrony Budziszyna niemieckie dowództwo powierzyło improwizowanej grupie bojowej pod dowództwem ppłk. Dietricha Höpkego. Stanowiła ona de facto zlepek frontowych oraz tyłowych pododdziałów Wehrmachtu i Waffen-SS, wspartych trzema batalionami Volkssturmu. W jej szeregach znaleźli się ponadto strażnicy z miejscowego więzienia, żołnierze 831. batalionu Legionu Tatarów Nadwołżańskich oraz młodociani członkowie Hitlerjugend. Niemniej ku zaskoczeniu Sowietów garnizon Budziszyna stawił twardy i umiejętny opór. Próba zdobycia miasta z marszu przekształciła się w kilkudniowe walki uliczne.

## Mord na jeńcach wojennych
20 kwietnia Sowieci rozpoczęli szturm na Budziszyn. Jednym z pierwszych celów natarcia stała się wieś Niederkaina, leżąca kilka kilometrów na wschód od Budziszyna (ob. dzielnica tego miasta). Po zaciekłej walce, która przeciągnęła się aż do godzin wieczornych, 936. pułk strzelecki wsparty przez czołgi 25 Gwardyjskiej Brygady Zmechanizowanej zdołał opanować wioskę. W trakcie walk czerwonoarmiści wzięli do niewoli około 200 członków Volkssturmu. Zostali oni zamknięci w murowanej stodole.
Tego samego dnia na pierwszej linii frontu w dzielnicy fabrycznej Budziszyna pojawił się dowódca 254 DS gen. Michaił Putiejko. Gdy usiłował poderwać żołnierzy do natarcia, został trafiony w głowę kulą niemieckiego snajpera. Natychmiast odwieziono go na tyły, lecz mimo wysiłków lekarzy nie udało się uratować jego życia. Generał zmarł 21 kwietnia, nie odzyskawszy przytomności.
Putiejko był niezwykle popularny wśród swoich żołnierzy. Gdy do dywizji dotarła wiadomość o jego śmierci, w szeregach zapanowało wzburzenie. Chcąc pomścić śmierć dowódcy, żołnierze oblali benzyną i podpalili stodołę, w której przetrzymywano jeńców z Volkssturmu. 195 Niemców zostało spalonych żywcem. Kilku innych wziętych do niewoli volkssturmistów rozstrzelano na terenie wsi lub na pobliskich polach.
Nie była to jedyna zbrodnia na niemieckich jeńcach popełniona przez żołnierzy Armii Czerwonej podczas walk o Budziszyn. W drugim dniu bitwy pewną liczbę wziętych do niewoli Niemców (niektóre źródła podają liczbę 181) rozstrzelano w rejonie cmentarza i na miejskiej strzelnicy. Wymordowano także wziętych do niewoli obrońców budziszyńskiego więzienia.

## Epilog
Sowieci nie zdołali w całości opanować Budziszyna. Podpułkownik Höpke wraz z około 500 żołnierzami utrzymał się na terenie zamku Ortenburg, a niewielkie grupki obrońców broniły się w izolowanych punktach na terenie miasta. W międzyczasie GA „Środek” przystąpiła do kontrofensywy, a 22 kwietnia jej oddziały podeszły pod Budziszyn. Dwa dni później żołnierze 20 Dywizji Pancernej przedarli się do oblężonego zamku Ortenburg, podczas gdy zgrupowanie Korczagina znalazło się w okrążeniu. Ostatecznie resztki 7 GKZmech i 254 DS zdołały się wycofać z miasta i przebić do pozycji zajmowanych przez 2 Armię Wojska Polskiego, jednakże na skutek poniesionych strat przejściowo straciły zdolność bojową.
Nie wszyscy żołnierze Korczagina zdołali się ewakuować z Budziszyna. Ich los był tragiczny. 26 kwietnia, po ponownym zajęciu miasta, Niemcy wymordowali wziętych do niewoli czerwonoarmistów. W zdobytym szpitalu polowym 254 DS zastrzelono od kilkuset do ponad tysiąca ciężko rannych, a także członków personelu medycznego.
Po wojnie niektórzy niemieccy autorzy przypisywali odpowiedzialność za zbrodnię w Niederkainie żołnierzom 2. Armii WP. Pogląd ten głosił m.in. Theodor Seidel, niemiecki sędzia i pisarz, którego ojciec został wzięty do niewoli i rozstrzelany w czasie walk o Budziszyn. Jak jednak wskazuje Leszek Kania, przypisywanie Polakom odpowiedzialności za tę zbrodnię jest bezpodstawne, gdyż oddziały 2. Armii WP walczyły w tym czasie na północ od Budziszyna i nie uczestniczyły w szturmie na miasto.

## Upamiętnienie
Po zjednoczeniu Niemiec ofiary zbrodni w Niederkainie upamiętniono wykonaną z granitu tablicą. W kwietniu 2018 roku została ona zniszczona. Do sprofanowania miejsca pamięci przyznali się działacze niemieckiej skrajnej lewicy, którzy uzasadniali swój czyn faktem, iż sympatycy skrajnej prawicy kilkukrotnie urządzili „marsze pamięci” w Niederkainie. W październiku tegoż roku w tym samym miejscu odsłonięto nową tablicę, wykonaną z nierdzewnej stali i ufundowaną przez miejscowych przedsiębiorców.